# Фернандес де Портокарреро, Хоакин
Хоакин Фернандес де Портокарреро (исп. Joaquín Fernández Portocarrero; 27 марта 1681, Мадрид, Испания — 22 июня 1760, Рим, Папская область) — испанский куриальный кардинал. Внучатый племянник кардинала Луиса Мануэля Фернандеса де Портокарреро. Титулярный латинский патриарх Антиохийский с 25 мая 1735 по 9 сентября 1743. Префект Священной Конгрегации индульгенций и священных реликвий с 21 марта 1748 по 22 июня 1760. Камерленго Священной Коллегии кардиналов с 19 января 1750 по 1 февраля 1751. Кардинал-священник с 9 сентября 1743, с титулом церкви Санти-Куаттро-Коронати с 23 сентября 1743 по 10 апреля 1747. Кардинал-священник с титулом церкви Санта-Чечилия с 10 апреля 1747 по 9 апреля 1753, in commendam с 9 апреля 1753 по 20 сентября 1756. Кардинал-священник с титулом церкви Санта-Мария-ин-Трастевере с 9 апреля 1753 по 20 сентября 1756. Кардинал-епископ Сабины с 20 сентября 1756.